# Stadtkreis Frankfurt

Stadtkreismodell 2003

Stadtkreis Frankfurt ist der Titel verschiedener Entwürfe zur politischen Neugliederung des Ballungsraums Frankfurt, die zwischen 1971 und 2005 diskutiert wurden. Ziel der Vorschläge war der Zusammenschluss der kreisfreien Stadt Frankfurt am Main mit Kommunen der umliegenden Landkreise zu einer Regionalstadt oder einem Regionalkreis. Keiner der Vorschläge wurde bislang realisiert.

## Regionalstadt Frankfurt
Das Modell der CDU im Main-Taunus-Kreis unter Vorsitz des Kelkheimer Bürgermeisters Winfried Stephan wurde nahezu zeitgleich mit dem Projekt Regionalstadt Frankfurt des Frankfurter Oberbürgermeisters Walter Möller (SPD), am 10. Januar 1971, veröffentlicht. Der vorgeschlagene Stadtkreis mit rund 1,2 Millionen Einwohnern sollte die Städte Frankfurt und Offenbach sowie 50 bis 60 Umlandgemeinden umfassen. Um die Größenverhältnisse einander anzunähern, sollten die Vorortgemeinden zu größeren Einheiten zusammengefasst und die Stadt Frankfurt in fünf eigenständige Städte (Zentrum, Bockenheim/Nordwest, Bornheim/Nordost, Sachsenhausen und Höchst) zerlegt werden.
Am 19. August 1971 folgte ein ähnlicher Vorschlag der CDU-Fraktion in der Regionalen Planungsgemeinschaft Untermain, der damals für die Regionalplanung in der Stadtregion Frankfurt zuständigen Instanz. Dieses Konzept sah einen etwas vergrößerten Umfang von etwa 1,5 Millionen Einwohnern vor. Die 84 betroffenen Umlandgemeinden sollten in 13 Städte von je 40.000 bis 80.000 Einwohnern zusammengefasst werden, Frankfurt und Offenbach ihre Kreisfreiheit verlieren. Die Stadt Frankfurt sollte dabei zwar etwas verkleinert, aber im Unterschied zum Stephan-Modell nicht mehr in Teilstädte aufgelöst werden.
Schließlich wurden im Rahmen der Gebietsreform in Hessen weder die Regionalstadt noch der Stadtkreis verwirklicht, sondern 1975 der Umlandverband Frankfurt mit deutlich geringerem Aufgabenumfang gegründet, der jedoch mit Inkrafttreten des hessischen Ballungsraumgesetzes 2001 wieder aufgelöst wurde.

## Spätere Vorschläge
Da das Problem der administrativen Zersplitterung im Frankfurter Raum deshalb nach wie vor besteht, wurden seit den 90er Jahren zahlreiche weitere Vorschläge zur Diskussion gestellt, darunter der Regionalkreis Rhein-Main des ehemaligen hessischen Landesentwicklungsministers Jörg Jordan (1996) und das wiederum Stadtkreis Frankfurt benannte Konzept der Frankfurter Oberbürgermeisterin Petra Roth (CDU), das im Oktober 2003 vorgelegt wurde.
Der von Roth vorgeschlagene Stadtkreis umfasste 27 Kommunen mit etwa 1,3 Millionen Einwohnern. Der recht enge geographische Zuschnitt wirkte überraschend, da wichtige Vorortgemeinden nicht einbezogen wurden. Wichtigstes Ziel war die Schaffung eines innerregionalen Finanzausgleichs über die Kreisumlage und die gemeinsame Finanzierung der hohen Frankfurter und Offenbacher Sozialhilfekosten. Das Vorhaben war, wie alle Vorgängerprojekte, in der Region umstritten, da vor allem die Vertreter des Umlands an der Beibehaltung des Status quo interessiert waren. Da sich die Frankfurter Stadtverordnetenversammlung 2005 für einen Regionalkreis nach dem Vorbild des Jordan-Modells aussprach, wurde Roths Stadtkreiskonzept nicht weiter verfolgt.